# Плазменная антенна
Плазменная антенна — активно разрабатываемый тип радиоантенн, в которых вместо металлических проводников для приёма и передачи радиоволн используется ионизированный газ — плазма. Несмотря на то, что плазменные антенны только появляются, сама идея использовать плазму в антеннах была запатентована в 1919 году и принадлежит Дж. Хеттингеру (J. Hettinger).

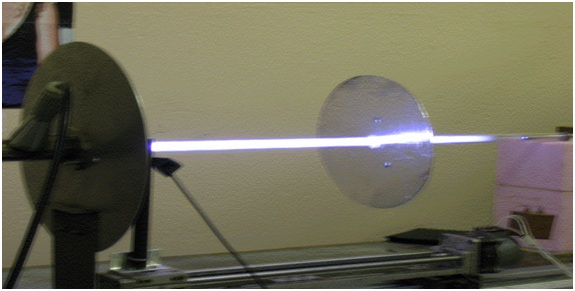
Фотография плазменной антенны

Самые первые образцы подобных антенн создавали плазму в газоразрядных приборах (чаще всего лампах) и назывались антеннами с ионизированным газом. Твердотельные плазменные антенны (также известные как кремниевые плазменные антенны — PSiAN) строятся на кремниевых микросхемах и обладают функцией управления направленностью антенны. Плазменные кремниевые антенны скорее всего будут использоваться в технологии WiGig (предполагаемой замены Wi-Fi), а также, например, для уменьшения стоимости радиолокационной системы предупреждения столкновений.
Кроме твердотельных антенн на данный момент известно три направления создания антенн на основе плазмы: формирование проводящего канала, созданного в атмосфере, под воздействием ионизирующих излучений; взрывные методы формирования плазменных струй в открытом пространстве; использование полученной в диэлектрических трубках плазмы
.
Такие антенны могут успешно применяться в вооруженных силах для снижения радиолокационной заметности объектов военной техники (летательных аппаратов, кораблей, РЛС и т. д.). С точки зрения использования плазменных антенн для маскировки в радиолокационном диапазоне, быстрого включения и почти безынерционного изменения параметров антенны наиболее перспективным выглядит использование плазмы, получаемой в диэлектрических газоразрядных трубках. Если использовать одну такую трубку с проводящим экраном, то получается — несимметричный диполь (вибратор), при использовании системы из нескольких трубок получается ФАР или антенный отражатель, маскирующий экран.

## Классификация
По способу формирования и возбуждения плазмы:
- антенны в газоразрядных трубках;
- взрывные плазменные антенны (ВПА);
- атмосферные плазменные каналы;
- плазменные кремниевые (твердотельные) антенны (ПКА);
- с плазменным рефлектором на основе скользящего по поверхности диэлектрика разряда;

По типу антенных устройств:
- плазменные несимметричные вибраторные антенны (диполи — ПНД);
- плазменные «умные» антенны (плазменные антенные решетки — ПАР);
- плазменные «оконные» антенны (направляющие антенны);
- плазменные волноводно-щелевые антенны (ПВЩА);
- антенны с плазменными рефлекторами (отражателями).

## Принцип действия
В плазменной антенне происходит ионизация газа для образования плазмы, которая в отличие от обычного газа обладает довольно высокой электропроводимостью (в частности, при температурах выше 15·106 K проводимость плазмы превышает проводимость серебра), что существенно увеличивает качество передачи радиосигналов. Плазменная антенна может использоваться как для передачи радиоволн, так и для их приёма. Кроме того, плазменная антенна может использоваться как рефлектор или линза для отражения или фокусировки радиоволн от другого источника.
Твердотельные антенны отличаются тем, что плазма создается за счет множественного испускания электронов, порождаемых активацией тысяч диодов в кремниевой микросхеме.

## История
В США и Австралии ещё в 1999—2002 годах были проведены ряд пионерских экспериментальных исследований по плазменным антеннам, результаты которых представлены в работах Г. Борга, Т. Андерсона и И. Алексеефа и др.;.
По сообщению ИТАР — ТАСС от 23 ноября 2003 года США активно ведут разработку новой плазменной технологии антенн РЛС. Компания Markland Technologies проводит ряд новых научных исследований по созданию ПА и других элементов СВЧ-техники, финансируемых правительством США, с привлечением ведущих специалистов в области физики плазмы. В число наиболее значимых работ компания включила разработки плазменных коаксиальных кабелей и волноводов, разработку плазменных фазированных решеток, изготовление мощных плазменных антенн. Аналогичные разработки плазменных антенн представлены ASI Technology Corporation. Но основным разработчиком плазменных антенн является компания Haleakala Research and Development Inc, основанная Т. Андерсоном, опубликовавшим по своим совместным работам с Алексеефым в 2011 году книгу «Plasma Antennas» . В книге представлены опытные образцы плазменной антенны работающей с приемопередатчиком, плазменных фазированных антенных решеток (ФАР) и отражателей.
Теодор Андерсон обладатель нескольких патентов в США на плазменные антенны и устройства на их основе. В настоящее время Haleakala Research and Development Inc ведет совместные разработки с Университетом Теннеси при поддержке грантов по контрактам с армией и ВВС США.
Ряд теоретических и экспериментальных работ по плазменным антеннам проводятся на Украине, в Индии, Иране и Китае. Большинство из них связаны с повторением и дополнением работ Борга, Андерсона и Алексеефа по плазменным антеннам на основе газоразрядных трубок. На Украине большее внимание уделяется взрывным плазменным антеннам создающимся в открытом пространстве.
В СССР в конце 80-х годов было проведено исследование по зажиганию ВЧ-разряда вокруг короткого вибратора, помещенного в кварцевый баллон с разреженным воздухом, было показано, что это сопровождается увеличением эффективности излучения антенны и расширением её частотного диапазона в сторону более низких частот. Были проведены отдельные исследования по плазменным антеннам на основе плазменного следа, оставляемого движущимся в атмосфере со сверхзвуковой скоростью телом и искровым плазменным антеннам.
С 2002 года в Институте общей физики им. А. М. Прохорова Российской академии наук (ИОФ РАН) по гранту РФФИ 03-02-16993-a (2003—2005 гг.), а с 2005 года базовой кафедрой № 343 МГТУ МИРЭА совместно с Отделом физики плазмы, Отделом колебаний и Теоретическим отделом ИОФ РАН проводятся исследовательские работы по теоретическим основам работы плазменных антенн, по плазменным антеннам из газоразрядных трубок, волноводно-щелевым антеннам с плазменным управлением диаграммой направленности, плазменным экранам на основе скользящего по поверхности диэлектрика разряда.

## Преимущества
Плазменные антенны обладают существенными преимуществами над обычными антеннами, например:
- как только плазменный генератор выключается, плазма моментально возвращается в состояние обычного непроводящего радиоволны газа, становясь незаметной для радара[1][13][5];
- в плазменных антеннах можно динамически изменять частоту, направление, пропускную способность и усиление, что позволяет заменять несколько антенн[13][5][15][14][8];
- плазменные антенны устойчивы к радиоэлектронной борьбе[13];
- на спутниковых частотах плазменные антенны вносят меньше теплового шума и способны передавать данные на большей скорости[16].